# Ernst Wilhelm von Linsingen
Ernst Wilhelm von Linsingen (* 6. November 1821 in Ritterhude; † 23. Juni 1895 in Hannover) war ein preußischer Generalmajor.

## Leben

### Herkunft
Er entstammte dem Adelsgeschlecht Linsingen und war der Sohn des hannoverschen Generalleutnants Georg Karl Friedrich von Linsingen (1792–1870) und dessen Ehefrau Sophie, geborene Volger (1799–1848). Der spätere preußische Generalmajor Heimart von Linsingen (1818–1894) war sein älterer Bruder.

### Militärkarriere
Linsingen besuchte das Gymnasium in Lüneburg und trat anschließend am 22. Mai 1839 als Kadett in das 1. leichte Bataillon der Hannoverschen Armee ein. Er kam dann am 6. Februar 1840 als Sekondeleutnant in das 5. Infanterieregiment und absolvierte 1843/44 die Militärakademie Hannover. Nachdem Linsingen im Juni 1850 Premierleutnant geworden war, stieg er ein Jahr später zum Regimentsadjutant auf. Als Hauptmann übernahm er am 27. Mai 1858 eine Kompanie im Garde-Jägerbataillon. Die gleiche Stellung hatte Linsingen ab 1. Januar 1863 mit seiner Versetzung in das 2. Infanterieregiment. Während des Feldzuges 1866 gegen Preußen kämpfte Linsingen mit seinem Regiment in der Schlacht bei Langensalza, wo er durch einen Schuss in den linken Schenkel verwundet wurde.
Nach seiner Gesundung wurde Linsingen am 9. März 1867 als Hauptmann und Kompaniechef in das Garde-Grenadier-Regiment Nr. 2 der Preußischen Armee übernommen. Dort erfolgte am 22. Juni 1867 seine Beförderung zum Major und als solcher erhielt Linsingen am 20. September 1869 seine Ernennung zum Kommandeur des II. Bataillons. Im Krieg gegen Frankreich wurde Linsingen während der Schlacht bei Gravelotte am 18. August 1870 durch einen Schuss in die linke Seite und durch das linke Knöchelgelenk verwundet. Aufgrund der schwere der Verletzungen war er nicht mehr feldverwendungsfähig und konnte sich den Rest seines Lebens nur noch mit Hilfe eines Stocks bewegen. Er verblieb jedoch weiter im Dienst, wurde am 18. Januar 1872 zum Oberstleutnant befördert und am 13. April 1872 unter Stellung à la suite des Regiments zum 2. Kommandant von Koblenz und Ehrenbreitstein ernannt. Von dieser Aufgabe wurde er am 10. August 1874 entbunden und anschließend zum Kommandanten von Glatz ernannt. Kurz darauf folgte am 19. September 1874 seine Beförderung zum Oberst sowie am 10. August 1876 die Verleihung des Johanniterordens. Ende März 1881 wurde Linsingen noch Generalmajor, erhielt im September 1882 den Kronenorden II. Klasse und wurde schließlich am 1. April 1884 unter Verleihung des Roten Adlerordens II. Klasse mit Eichenlaub mit Pension zur Disposition gestellt.
Linsingen verstarb unverheiratet.